# Präsidentschaftswahl in Südkorea 2007
Die 17. Präsidentschaftswahl in Südkorea fand am 19. Dezember 2007 statt. Aus der Wahl ging Lee Myung-bak von der Hannara-Partei (한나라당, Hannara-dang, Große Nationalpartei) als Sieger hervor, womit die Konservativen erstmals seit zehn Jahren wieder ins Blaue Haus, den Amtssitz des Präsidenten, einziehen können. Lee besiegte dabei den Kandidaten der liberalen Yeollin-uri-Partei (열린우리당, Yeollin-uri-dang, Unsere Offene Partei), Chung Dong-young, der unter dem amtierenden Präsidenten Roh Moo-hyun als Minister für die Vereinigung gedient hatte, den Kandidaten der Demokratischen Partei Lee In-je und den unabhängigen konservativen Kandidaten Lee Hoi-chang mit dem größten Vorsprung vor dem Zweitplatzierten seit der Wiedereinführung von direkten Wahlen im Jahre 1987. Gegen Lee wurde allerdings noch wegen Beteiligung an einem gesetzeswidrigen Aktiengeschäft ermittelt. Die Ermittlungen mussten vor der Amtseinführung abgeschlossen sein. Ihm konnte damals nichts nachgewiesen werden.

## Kandidaten
| Kandidat         | Partei                                                        | deutsche Bezeichnung                       | Anmerkungen              |
| ---------------- | ------------------------------------------------------------- | ------------------------------------------ | ------------------------ |
| Chung Dong-young | Daetonghab-minjusin-Partei 대통합민주신당                     | Unsere Offene Partei                       |                          |
| Lee Myung-bak    | Hannara-Partei 한나라당                                       | Große Nationalpartei                       |                          |
| Kwon Young-gil   | Minju-nodong-Partei 민주노동당                                | Demokratische Arbeiterpartei               |                          |
| Lee In-je        | Minju-Partei (2005) 민주당                                    | Millennium Demokratische Partei            |                          |
| Sim Dae-pyong    | Gungminjung-sim-Partei 국민중심당                             | Bürger Zuerst Partei                       | Kandidatur zurückgezogen |
| Moon Kook-hyun   | Changju-hanguk-Partei 창조한국당                              | Partei Kreatives Korea                     |                          |
| Chung Kun-mo     | Cham-juin-yeonhap 참주인연합                                  | Wahre Besitzer Vereinigung                 |                          |
| Huh Kyoung-young | Gyeongje-gonghwa-Partei 경제공화당                            | Republikanische Wirtschaftspartei          |                          |
| Chun Kwan        | Saesidae-cham-saram-yeonhap 새시대참사람연합                  | ... Vereinigung                            |                          |
| Geum Min         | Hanguk-sahoe-Partei 한국사회당                                | Sozialistische Partei Koreas               |                          |
| Lee Soo-sung     | Hwahamnwa-doyakeul-wihan-yeondae 화합과 도약을 위한 국민 연대 | Volkskoalition für Einheit und Fortschritt | Kandidatur zurückgezogen |
| Lee Hoi-chang    | parteilos                                                     |                                            |                          |

## Ergebnisse

### Ergebnisse nach Wahlbezirken
| Regionen · Provinzen · Städte | Regionen · Provinzen · Städte |                                                     |                                                     |                                                            |                                                            |                                     |                                     |
| ----------------------------- | ----------------------------- | --------------------------------------------------- | --------------------------------------------------- | ---------------------------------------------------------- | ---------------------------------------------------------- | ----------------------------------- | ----------------------------------- |
| Regionen · Provinzen · Städte | Regionen · Provinzen · Städte |                                                     |                                                     |                                                            |                                                            |                                     |                                     |
| Regionen · Provinzen · Städte | Regionen · Provinzen · Städte | Lee Myung-bak Hannara-Partei (Große Nationalpartei) | Lee Myung-bak Hannara-Partei (Große Nationalpartei) | Chung Dong-young Yeollin-uri-Partei (Unsere Offene Partei) | Chung Dong-young Yeollin-uri-Partei (Unsere Offene Partei) | Lee Hoi-chang Unabhängiger Kandidat | Lee Hoi-chang Unabhängiger Kandidat |
| Regionen · Provinzen · Städte | Regionen · Provinzen · Städte | Stimmen                                             | %                                                   | Stimmen                                                    | %                                                          | Stimmen                             | %                                   |
| Sudogwon                      | Seoul                         | 2.689.162                                           | 53,2 %                                              | 1.237.812                                                  | 24,5 %                                                     | 596.226                             | 11,8 %                              |
| Sudogwon                      | Incheon                       | 593.283                                             | 49,2 %                                              | 286.565                                                    | 23,8 %                                                     | 183.057                             | 15,2 %                              |
| Sudogwon                      | Gyeonggi-do                   | 2.603.443                                           | 51,9 %                                              | 1.181.936                                                  | 23,6 %                                                     | 670.742                             | 13,4 %                              |
| Gangwon-do                    | Gangwon-do                    | 376.004                                             | 52,0 %                                              | 136.668                                                    | 18,9 %                                                     | 127.102                             | 17,6 %                              |
| Chungcheong                   | Daejeon                       | 246.008                                             | 36,3 %                                              | 159.700                                                    | 23,6 %                                                     | 195.957                             | 28,9 %                              |
| Chungcheong                   | Chungcheongbuk-do             | 289.499                                             | 41,6 %                                              | 165.637                                                    | 23,8 %                                                     | 162.750                             | 23,4 %                              |
| Chungcheong                   | Chungcheongnam-do             | 313.693                                             | 34,3 %                                              | 192.999                                                    | 21,1 %                                                     | 304.259                             | 33,2 %                              |
| Honam (Jeolla)                | Gwangju                       | 56.875                                              | 8,6 %                                               | 527.588                                                    | 79,8 %                                                     | 22.520                              | 3,4 %                               |
| Honam (Jeolla)                | Jeollabuk-do                  | 86.149                                              | 9,0 %                                               | 777.236                                                    | 81,6 %                                                     | 34.630                              | 3,6 %                               |
| Honam (Jeolla)                | Jeollanam-do                  | 88.834                                              | 9,2 %                                               | 757.309                                                    | 78,7 %                                                     | 34.790                              | 3,6 %                               |
| Yeongnam (Gyeongsang)         | Busan                         | 1.018.715                                           | 57,9 %                                              | 236.708                                                    | 13,5 %                                                     | 346.319                             | 19,7 %                              |
| Yeongnam (Gyeongsang)         | Ulsan                         | 279.891                                             | 54,0 %                                              | 70.736                                                     | 13,6 %                                                     | 90.905                              | 17,5 %                              |
| Yeongnam (Gyeongsang)         | Daegu                         | 876.719                                             | 69,4 %                                              | 75.932                                                     | 6,0 %                                                      | 228.199                             | 18,1 %                              |
| Yeongnam (Gyeongsang)         | Gyeongsangbuk-do              | 1.033.957                                           | 72,6 %                                              | 96.822                                                     | 6,8 %                                                      | 195.526                             | 13,7 %                              |
| Yeongnam (Gyeongsang)         | Gyeongsangnam-do              | 843.662                                             | 55,0 %                                              | 189.463                                                    | 12,4 %                                                     | 329.486                             | 21,5 %                              |
| Jeju-do                       | Jeju-do                       | 96.495                                              | 38,7 %                                              | 81.570                                                     | 32,7 %                                                     | 37.495                              | 15,0 %                              |

### Landesweite Ergebnisse
| Kandidat                         | Partei                                                     | Stimmen    | %     |
| -------------------------------- | ---------------------------------------------------------- | ---------- | ----- |
| Lee Myung-bak                    | Hannara-Partei (Große Nationalpartei)                      | 11.492.389 | 48,7  |
| Chung Dong-young                 | Yeollin-uri-Partei (Unsere Offene Partei)                  | 6.174.681  | 26,1  |
| Lee Hoi-chang                    | Parteiunabhängiger Kandidat                                | 3.559.963  | 15,1  |
| Moon Kook-hyun                   | Changju-hanguk-Partei (Partei Kreatives Korea)             | 1.375.498  | 5,8   |
| Kwon Young-gil                   | Minju-nodong-Partei (Demokratische Arbeiterpartei)         | 712.121    | 3,0   |
| Lee In-je                        | Minju-Partei (2005) (Demokratische Partei)                 | 160.708    | 0,7   |
| Huh Kyung-young                  | Gyeongje-gonghwa-Partei (Republikanisch Wirtschaftspartei) | 96.756     | 0,4   |
| Geum Min                         | Hanguk-sahoe-Partei (Sozialistische Partei Koreas)         | 18.223     | 0,1   |
| Gesamt (Wahlbeteiligung 62,9 %)  | Gesamt (Wahlbeteiligung 62,9 %)                            | 23.732.854 | 100,0 |
| Quelle: Nationale Wahlkommission |                                                            |            |       |